# Islamische Bestattung
Die islamische oder muslimische Bestattung besteht aus einem sarglosen religiösen Begräbnis, das in der Ausrichtung nach Mekka auf Allah bezogen ist:

„Fortnehmen wird euch der Engel des Todes, der mit euch betraut ist. Alsdann werdet ihr zu eurem Herrn zurückgebracht.“

Im Islam gibt es genaue Regeln für die Sterbebegleitung. Die Gebete, die rituelle Waschung des Leichnams und die Beerdigung sind im Ablauf festgeschrieben.

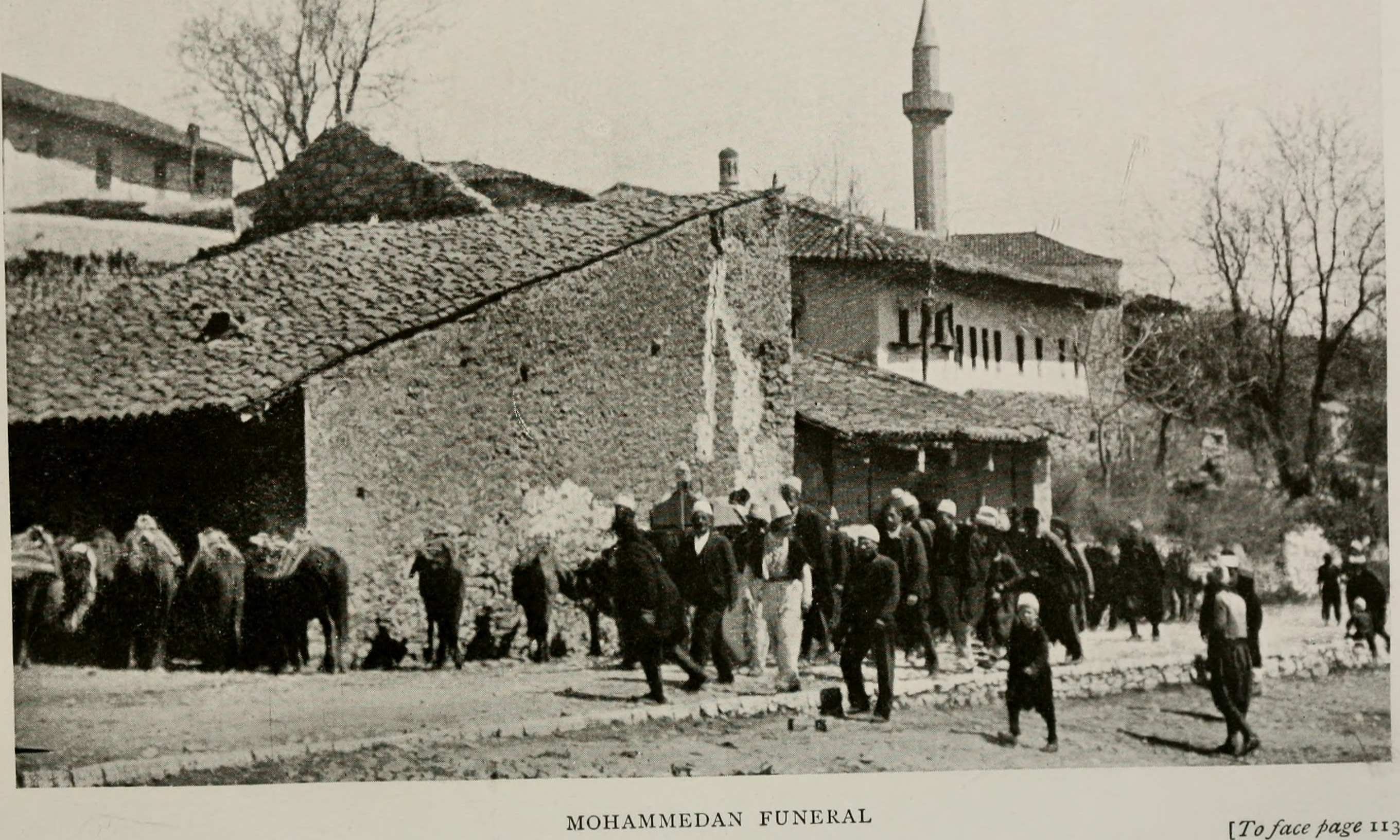
Eine Xhenaze (Dschanaza) – muslimischer Bestattungszug in Durrës (Albanien 1908)

## Sterbende begleiten
Die Gläubigen, die das Sterbe- und Totenlager eines Muslims oder einer Muslima umstehen, beten unentwegt in arabischer Sprache das Glaubensbekenntnis (Schahada) des Islam und die Sure 36. Im Vers 12 heißt es dort:

„Siehe, wir machen sie (die Toten) lebendig und wir schreiben auf, was sie zuvor taten, und ihre Spuren und alle Dinge haben wir aufgezählt in einem deutlichen Vorbild.“

Unaufhörlich wird dem Sterbenden, selbst dem Verstorbenen noch, die Schahada mit sanfter, hörbarer Stimme als eine heilvolle Wegzehrung in das Ohr geraunt. Mohammed soll diese Sure selbst das Herz des Korans genannt haben. Für den frommen Muslim stellt der Tod nicht nur das natürliche Ende, sondern auch den Höhepunkt des Lebens dar. Der sterbende Muslim ist im Begriff, zu Allah zurückzukehren, um vor seinem Angesicht auch über sein Leben Rechenschaft über seinen Glauben abzulegen.

## Der Umgang mit dem Verstorbenen
Unmittelbar nach dem Eintreten des Todes werden dem Toten die Augen geschlossen. Bis auf einen Mann bei einem Verstorbenen oder bis auf eine Frau bei einer Verstorbenen verlassen die Anwesenden das Sterbezimmer, um allen Verwandten, Freunden, Nachbarn und Bekannten unverzüglich den Tod mündlich oder schriftlich bekannt zu geben.
Die zurückbleibende Person legt den Leichnam auf den Rücken und streckt die Arme und Beine. Das Gesicht des Verstorbenen muss in Richtung Mekka weisen. Auch die Füße sind der heiligen Stadt so zugewandt, als wollte er sich gerade in der Richtung zum Gebet aufsetzen. Diese Gebetshaltung ist später auch für die Grablage wichtig. Der tote Muslim wird offenbar als Betender vor Allah verstanden.

## Die rituelle Reinigung des Leichnams
Die rituelle Reinigung – auch Waschung genannt – ist ein verpflichtender Ritus bei allen Muslimen, der im Sterbezimmer oder in einem Raum in der Moschee, der dafür vorgesehen ist, geschieht. Er muss von einem volljährigen Muslim vollzogen werden. Bei Frauen soll diesen Ritus eine Frau, bei Männern ein Mann übernehmen. Es ist folgende Rangfolge bei der Auswahl der die Waschung vornehmenden Person zu wahren: die vom Verstorbenen gewünschte Person, danach die Eltern, gefolgt von den Großeltern. Auch den Ehepartnern ist es gestattet, den Partner zu waschen. Die Reihenfolge der Waschung folgt einem festen Ablauf, danach wird der Tote in Leintücher gehüllt: beim Mann in drei, bei einer Frau in fünf, bei einem Kind in eines.
Die mehrfache rituelle Reinigung des Leichnams erfolgt wie vor dem täglichen Pflichtgebet: Zunächst werden die Hände des Toten bis zum Handgelenk gewaschen, der Mund ausgespült, die Nasenlöcher gereinigt, das Gesicht gewaschen, daraufhin weiter die Hände bis zu den Ellbogen und der Kopf von den Haaren bis zum Hals, weiterhin der ganze Körper mit der rechten Seite beginnend gewaschen. Der Schambereich wird von dem Bauchnabel bis zu den Knien mit einem Tuch bedeckt und unterhalb des Tuches gewaschen. Das geschieht mehrmals mit frischem Wasser ohne Seife. Nach der zweiten Waschung kann dem neuen Wasser Moschus, Kampfer oder Rosenwasser beigefügt werden, so dass der ganze Leib gut riecht. Die Tücher und Handtücher sind nur für einen Toten vorgesehen. Das Waschen sowie die rituelle Reinigung des Leibes haben in ungerader Anzahl der Häufigkeit zu geschehen. Der Tote soll flecken- und makellos vor Allah hintreten können. Eine alte Vorschrift weist auf den geschichtlichen Ursprung des Glaubens hin: Gibt es für den Gläubigen bei den Vorbereitungen zu seinem Pflichtgebet – etwa in der Wüste – kein Wasser, so nimmt er stattdessen Sand. Dieses gilt auch für die rituelle Reinigung des Verstorbenen.

## Die Salbung des Leibes
Die Salbung des Toten kann mit Kampferöl an sieben ausgewählten Stellen des Leibes geschehen, die bei der fünfmaligen Übung des täglichen Pflichtgebets immer den Boden berühren: An der Stirn, an den beiden Handflächen, an den beiden Knien, an den beiden großen Zehen. Die Schiiten nehmen noch die Nase dazu. Die Sunniten dagegen salben den ganzen Körper des Toten.

## Die Einkleidung des Verstorbenen
Dann wird der Tote in sein Totengewand gekleidet, wenn es bereits vorbereitet im Schrank liegt. Oder er wird unbekleidet in ein weißes baumwollenes Tuch gehüllt, das über dem Kopf und unterhalb der Füße mit gleichfarbigen Stoffstreifen zusammengebunden wird. Das Leichentuch darf weder aus Seide bestehen noch Goldstickerei aufweisen. Von dem Toten sind nur noch die Körperumrisse unter dem Tuch zu erkennen. Im Tode vor Allah sind alle gleich.
Das Totengewand selbst besteht aus einer Kopfbedeckung, die den Kopf bis zum Hals völlig verhüllt, aus einer hemdartigen Oberbekleidung und einem shortsartigen Unterteil bzw. bei einer Frau aus einer röhrenförmigen Hose (Pantalon). Hat der Muslim an einer Pilgerreise nach Mekka teilgenommen, wird ihm sein Wallfahrtsgewand angelegt. Märtyrer, die im Kampf gegen Ungläubige als Verfolgte des Glaubens getötet worden sind, sind durch das eigene Blut gereinigt. Sie werden grundsätzlich in den Kleidern, die sie im Augenblick ihres Todes trugen, begraben. Die verschiedenen Glaubensrichtungen des Islam regeln die Frage der rituellen Reinigung von Fehl-, Früh- und Totgeburten, bei Kindestod und bei den durch Verkehrs- und Betriebsunfälle Verunglückten. Bei kleinen Kindern kann auf eine rituelle Reinigung auch verzichtet werden.

## Das Totengebet
Das Totengebet kann zu jeder Zeit, nur nicht beim Aufgang oder beim Untergang der Sonne gesprochen werden. Dies geschieht nach der abgeschlossenen Herrichtung des Verstorbenen für Allah. Für die Schiiten ist dazu der Erbberechtigte oder ein von ihm Beauftragter verpflichtet. Nach der sunnitischen Tradition kann dies von der verstorbenen Person schon zu Lebzeiten bestimmt worden sein. Das Totengebet kann auch von dem Scheich des Viertels übernommen werden.
Wer das Totengebet verrichtet, steht an der rechten Seite am Kopfende der Bahre und gibt zunächst seine Absicht bekannt. Die verschiedenen Glaubensrichtungen des Islam kennen unterschiedliche Wortlaute. Die Männer des Trauergefolges stellen sich in Richtung Mekka auf und vollziehen diese Gebete anders als beim fünfmaligen täglichen Pflichtgebet stehend mit.
Das schiitische Totengebet lautet:

„Allah ist der Größte. Ich bezeuge, dass es keinen anderen Gott gibt als Allah und dass Mohammed Allahs Prophet ist. – Allah ist der Größte. Gott segne Mohammed und seine Familie. – Allah ist der Größte. Gott, vergib die Sünden der gläubigen Männer und gläubigen Frauen. – Allah ist der Größte. Gott vergib dieses Verstorbenen Sünden (ist der Verstorbene ein Kind, so heißt es: Gott, vergib die Sünden seiner Eltern) – Allah ist der Größte.“

## Der Leichenzug
Der Tote auf der Bahre in seinem Leichentuch kann noch mit einem feinen Teppich bedeckt werden. Die Bahre wird auf den Schultern oder bloß mit den Händen in der Kniehöhe getragen. Es ist im Islam für den Mann Pflicht, sich dem Leichenzug anzuschließen und den Toten sogar ein paar Schritte mitzutragen. Der Leichenzug mit dem Imam geht voran, ihm folgt der Tote. Fortwährend wird die Schahada laut wiederholt.
Heute wird bei den weiten Entfernungen zwischen den Wohnungen und den Friedhöfen die Bahre auf ein dafür bestimmtes Auto gesetzt. Die Teilnehmer folgen dann im Auto oder auf dem Motorrad.

## Der Gottesdienst und das Begräbnis
Der Tote soll innerhalb eines Tages begraben werden. Heute werden dafür meistens hygienische Gründe genannt. Der ursprüngliche Sinn für diese Eile liegt darin, dass der Todesengel die Seele nach dem Tode zum Himmel geleitet, damit sie dort eine Art Zwischengericht erfahren und anschließend wieder zum Körper ins Grab zurückzukehren kann. Tritt der Tod am Abend oder in der Nacht ein, soll das Begräbnis am kommenden Morgen erfolgen. In muslimischen Ländern wird der Verstorbene nach dem Anlegen des Totengewandes in die Moschee gebracht oder vor der Moschee aufgebahrt.
In den Moschusduft oder in den von Kampfer oder Rosenöl mischt sich der Weihrauch durch das Abbrennen von Räucherstäbchen. Mitunter wird über den Toten noch eine kostbare Decke gelegt, die allerdings nicht ins Grab gegeben wird.
Dann spricht der Imam, der islamische Geistliche, viermal aus der Sure 17 den Vers 111. Das ist der Beginn des täglichen Pflichtgebetes. Die üblichen Verbeugungen unterbleiben, die Anwesenden bleiben stehen. Diese Sure erinnert an die Nachtreise Mohammeds von der Kaaba nach Jerusalem, an seine Himmelsreise. Die Rezitation wird durch das persönliche Gebet „O Gott vergib ihm, sei ihm gnädig“ bzw. „O Gott vergib ihr und sei ihr gnädig“ unterbrochen. Für kleine Kinder, die als noch nicht für ihr Tun verantwortlich gelten, enthält das Totengebet keine Bitte um Sündenvergebung.
Nach einem kurzen Trauergottesdienst begleitet der Imam die vier Männer, die den Verstorbenen auf einer Bahre gewöhnlich auf der Schulter tragen, und diejenigen, die ihm das Geleit geben, zum Grab. Wird eine Frau zu Grabe getragen, nehmen an ihrem Begräbnis nur Männer teil. Eine öffentliche Totenklage der Frauen ist nach der Scharia, dem islamischen Recht, nicht zulässig.

## Der muslimische Friedhof

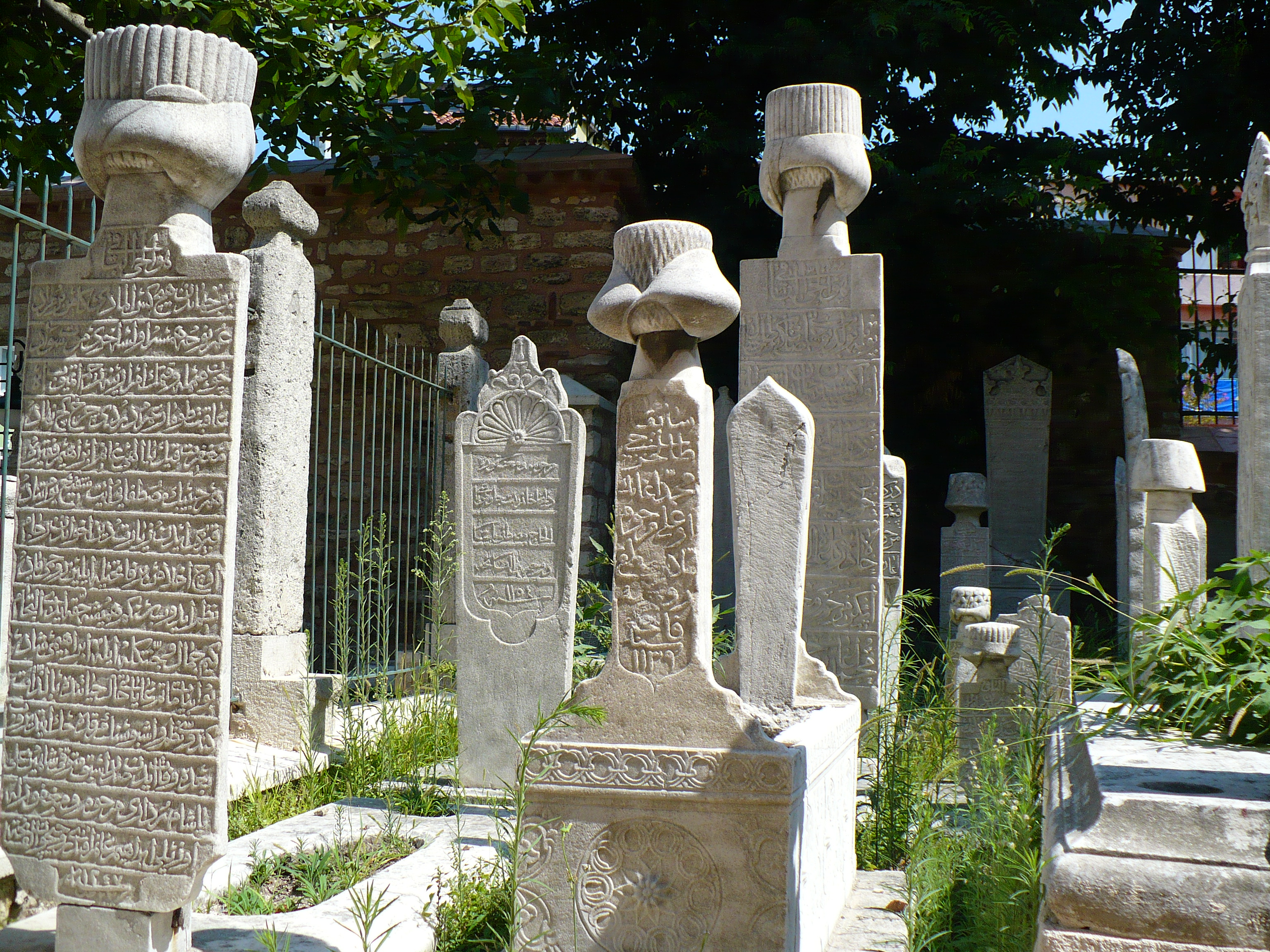
Osmanische Gräber (mezarlar) in Istanbul

Durch den Verzicht auf einen ausgeprägten Totenkult sind die islamischen Friedhöfe ausgesprochen schlicht. Sie liegen oft außerhalb der bewohnten Orte im sonst nicht nutzbaren Ödland. In Deutschland haben die Kommunen den muslimischen Gemeinden Friedhofsteile zugewiesen oder Grundstücke für eigene Friedhöfe zur Verfügung gestellt, da den muslimischen Gemeinden in der Regel der Körperschaftsstatus fehlt und sie deshalb keine Friedhofsträger sein können.
Eine Grabgestaltung ist nicht üblich. Der Tod hat alle Bande zwischen Eheleuten zerrissen. Männer und Frauen können durchaus nebeneinander liegen. Für Kinder sind kleinere Reihengräber vorgesehen. Für die Schiiten darf sich das Grab nicht höher als der umgebende Erdboden erheben. Die Sunniten behaupten die Grabwölbung, um sich von den Gräbern der Ungläubigen zu unterscheiden. Für sie darf das Grab sogar mit einem Marmorstein, auf dem der Name des Toten, sein Todestag und ein Koranvers stehen, geschmückt sein.
Im Islam genießen die Toten ein ewiges Ruherecht. Auf einigen Friedhöfen in Deutschland, wo die Gräber üblicherweise zeitlich befristet sind, werden die muslimischen Gebeine daher tiefer vergraben. Nach Ablauf der Befristung oder Verlängerung wird lediglich der Grabstein entfernt, sodass das ewige Ruherecht gewahrt bleibt.

## Die Grablegung des Muslims
Am Grab angekommen wird der Tote auf der Bahre von den Männern abgestellt, ins Grab gehoben und dort rechtsseitig in der Gebetsrichtung nach Mekka niedergelegt. Derjenige, der in das Grab hinabsteigt, um den Verstorbenen zu betten, muss barfuß und barhäuptig sein. Er muss seine Kleider aufknöpfen und hat zu sprechen:

„Im Namen Allahs. Nach der Religion des Propheten Allahs, Gott, sein Grab möge ihm weit sein. Gib, dass dieser Tote mit seinem Propheten vereinigt wird, Gott, wenn er ein Wohltäter war, vermehre seine Wohltätigkeit; wenn er schlecht gehandelt hat, vergib ihm, hab Erbarmen mit ihm und lass ihm seine Sünden nach.“

Das Grab ist etwa eineinhalb Meter tief mit einer Nische am Kopfende versehen. Es kann Brauch sein, dem Toten die Bänder über dem Kopf zu lösen und ihm noch einmal die Schahada ins Ohr zu raunen. In Deutschland ist die Sargpflicht in den meisten Bundesländern inzwischen abgeschafft. Für den Muslim wird der Sarg zum Bergen eines Toten und zum Transport eines toten Muslims, ebenso zur Überführung seines Leichnams in die Heimat gebraucht, jedoch nicht für die Beerdigung.
Das nur kurze Grabzeremoniell besteht aus unablässigen Koranrezitationen: 41-mal wird die 112. Sure gesprochen:

„Er ist Allah, ein Einziger, der ewige Gott, er zeugt nicht und wird nicht gezeugt, und keiner ist ihm gleich.“

Der Imam steht während der Trauerfeier bei einem Mann am Kopfende, bei einer Frau am Fußende des Leichnams. Es werden die Schahada, die Sure 1 und ein Friedensgruß gesprochen. Über den ins Grab Gelegten werden mitunter auch ungebrannte Tonplatten gelegt, die Lücken dazwischen verschlossen. Dabei wird im Grab eine Nische an der auf Mekka gerichteten Seite angelegt.
Während die Trauernden die Erde in das Grab werfen, sprechen sie die Sure 20,55:

„Aus ihr (Erde) haben wir euch erschaffen und in sie lassen wir euch zurückkehren und aus ihr lassen wir euch erstehen ein andermal.“

Über dem zugeschütteten Grab markieren später nur ein Stein am Kopfende und am Fußende auf der Erdanhäufung die Lage des Toten.